# 563. pr. Kr.
◄ | 7. stoljeće pr. Kr. | 6. stoljeće pr. Kr. | 5. stoljeće pr. Kr. | ►
◄ | 590-ih pr. Kr. | 580-ih pr. Kr. | 570-ih pr. Kr. | 560-ih pr. Kr. | 550-ih pr. Kr. | 540-ih pr. Kr. | 530-ih pr. Kr. | ►
◄◄ | ◄ | 566. pr. Kr. | 565. pr. Kr. | 564. pr. Kr. | 563 pr. Kr. | 562. pr. Kr. | 561. pr. Kr. | 560. pr. Kr. | ► | ►►
Astronomija

## Događaji
- 560/561. pr. Kr. – Krez postaje kraljem Lidije.

## Rođenja
- Travanj: u Lumbiniju rođen Siddhartha Gautama, kasnije poznat kao Gautama Buddha. Indijski religiozni vođa, osnivač Budizma.

## Smrti
- Nabukodonosor II., kralj Babilonije.